# Laajavuori
Laajavuori är en kulle i Finland.   Den ligger i den ekonomiska regionen  Jyväskylä ekonomiska region  och landskapet Mellersta Finland, i den södra delen av landet, 240 km norr om huvudstaden Helsingfors. Toppen på Laajavuori är 227 meter över havet, eller 77 meter över den omgivande terrängen. Bredden vid basen är 4,0 km. Laajavuori ligger vid sjön Vuorilampi.
Terrängen runt Laajavuori är huvudsakligen platt. Runt Laajavuori är det tätbefolkat, med 709 invånare per kvadratkilometer. Närmaste större samhälle är Jyväskylä, 2,7 km sydost om Laajavuori. I omgivningarna runt Laajavuori växer i huvudsak barrskog.